# チャールズ・ブルワー
チャールズ・ブルワー（Charles Brewer、1969年10月15日 - ）は、アメリカ合衆国の男性プロボクサー。ペンシルベニア州フィラデルフィア出身。元IBF世界スーパーミドル級王者。

## 来歴
1989年8月3日、ブルワーはプロデビューを果たし3回2分10秒TKO勝ちで白星でデビューを飾った。
1996年3月12日、USBA全米スーパーミドル級王者フランク・ローデスと対戦し12回3-0(2者が120-108、120-109)の判定勝ちで王座獲得に成功した。
1997年2月18日、グレッグ・ライトと対戦し12回3-0(3者とも118-110)の判定勝ちで初防衛に成功した。
1997年6月21日、ロイ・ジョーンズ・ジュニアの返上で空位になったIBF世界スーパーミドル級王座決定戦をゲーリー・バーランドと行い5回1分40秒TKO勝ちで王座獲得に成功した。
1997年12月2日、ジョーイ・デグランディアスと対戦し12回3-0(119-109、117-111、120-108)の判定勝ちで初防衛に成功した。
1998年3月28日、ハロル・グラハムと対戦し10回TKO勝ちで2度目の防衛に成功した。
1998年8月22日、アントニオ・バードと対戦し3回1分11秒TKO勝ちで3度目の防衛に成功した。
1998年10月24日、スベン・オットケと対戦し12回1-2(112-116、113-115、117-111)の判定負けで4度目の防衛に失敗し王座から陥落した。
2000年3月3日、IBF世界スーパーミドル級王者スベン・オットケと再戦し12回1-2(112-116、111-116、116-113)の判定負けで2年振りの王座返り咲きに失敗した。
2001年5月19日、アントウン・エチョレスとNABA北米スーパーミドル級王座決定戦を行い3回1分21秒TKO負けで王座獲得に失敗した。
2001年10月5日、フェルナンド・スニガとNABF北米スーパーミドル級王座決定戦を行い12回3-0(2者が117-111、116-112)
2002年4月20日、WBO世界スーパーミドル級王者ジョー・カルザゲと対戦し12回0-3(111-118、112-117、109-119)の判定負けでIBFに続く王座獲得に失敗した。
2004年11月6日、WBO世界スーパーミドル級暫定王者マリオ・ベイトと対戦し9回36秒TKO負けでまたしても王座獲得に失敗した。
2005年4月15日、ロレンガ・モックとWBOインターコンチネンタルスーパーミドル級王座決定戦を行い10回2分58秒TKO負けで王座獲得に失敗した試合を最後に現役を引退した。

## 獲得タイトル
- USBA全米スーパーミドル級王座
- IBF世界スーパーミドル級(防衛3)
- NABF北米スーパーミドル級王座